# Grad Kostrivnica
Koordinati:   46°16′10″N, 15°36′01″E
Grad Kostrivnica (nemško Kostreinitz) je bil grad v bližini Rogaške Slatine, na pobočju Boča, nad Podturnom pri Dreveniku pri Kostrivnici, od katerega so danes vidni le še sledovi ruševin. 

## Zgodovina
Podatkov o tem, kdaj je bil grad Kostrivnica sezidan v pisnih virih ni. Zgrajen je bil na ozemlju gospostva Lemberg pri Poljčanah, ki so ga kot fevd krške škofije posedovali Žovneški gospodje že v 12. stoletju. Kasneje so z gradom dolga leta upravljali vitezi Kostrivniški, ki so bili ministeriali krške škofije. Kot prvi ministerial je v listini iz leta 1275 grofice Ane  Strmške, vdove po Ulriku I. Žovneškem, omenjen vitez Fritzmann Kostrivniški. Nato je grad v začetku 14. stoletja posedoval Friderik II. Podsreški iz rodbine Svibensko-Ptujskih s Podsrede. Od njega je leta 1322 Kostrivnico kupil Friderik Žovneški, ki jo je nato prodal Diepoldu III. s Kacenštajna. Ta je grad popravil in prezidal, nato pa ga sedem let kasneje 1329 prodal nazaj Frideriku Žovneškemu.  Krški škofje na Kostrivnico niso imeli večjega vpliva, le občasno so potrjevali fevdno posestništvo Celjskim grofom. 
Gospodje Žovneški oz. grofje Celjski so na gradu naselili svoje gradiščane. Že leta 1341 se je po Kostrivnici imenoval Oto, leta 1349 pa Gundaker, ki je imel v pečatnikovi legendi zapisano »z Rogatca«. Leta 1359 so
se kot vazali omenjali Otel, Rugim in Gundakerjev sin Henrik. Oto je bil nedvomno Henrikov in Gundakerjev sorodnik, saj je imel podobno grbovno podobo. Živel je še leta 1376, Henrik
pa se je omenjal še leta 1378. Zanimivo je, da ni imel takšnega grba kot oče, 
marveč drugačnega (dva dirjajoča konja, eden poleg drugega). Bivanje
Gundakerjeve družine v Kostrivnici se je končevalo v zadnjem desetletju
14. stoletja, ko je še leta 1392 živel na gradu Rajker s podobnim grbom kot
Gundaker leta 1349.
Grad je bil porušen v bojih med Celjani in Habsburžani, grof Friderik II. Celjski pa je leta 1453 podaril gospostvo novoustanovljenemu samostanu Novi Klošter.